# Rotterdam Open 2004
Il Rotterdam Open 2004, conosciuto anche con il nome di ABN AMRO World Tennis Tournament 2004 per ragioni di sponsorizzazione, è stato un torneo di tennis giocato sul cemento indoor. È stata la 31ª edizione del Rotterdam Open, che fa parte della categoria International Series Gold nell'ambito dell'ATP Tour 2004. Si è giocato all'Ahoy Rotterdam indoor sporting arena di Rotterdam in Olanda Meridionale, dal 16 al 22 febbraio 2004.

## Campioni

### Singolare
Lleyton Hewitt ha battuto in finale  Juan Carlos Ferrero con il punteggio di 6(1)–7, 7–5, 6–4

### Doppio
Paul Hanley /  Radek Štěpánek hanno battuto in finale  Jonathan Erlich /  Andy Ram con il punteggio di 5–7, 7–6(5), 7–5